# Базар

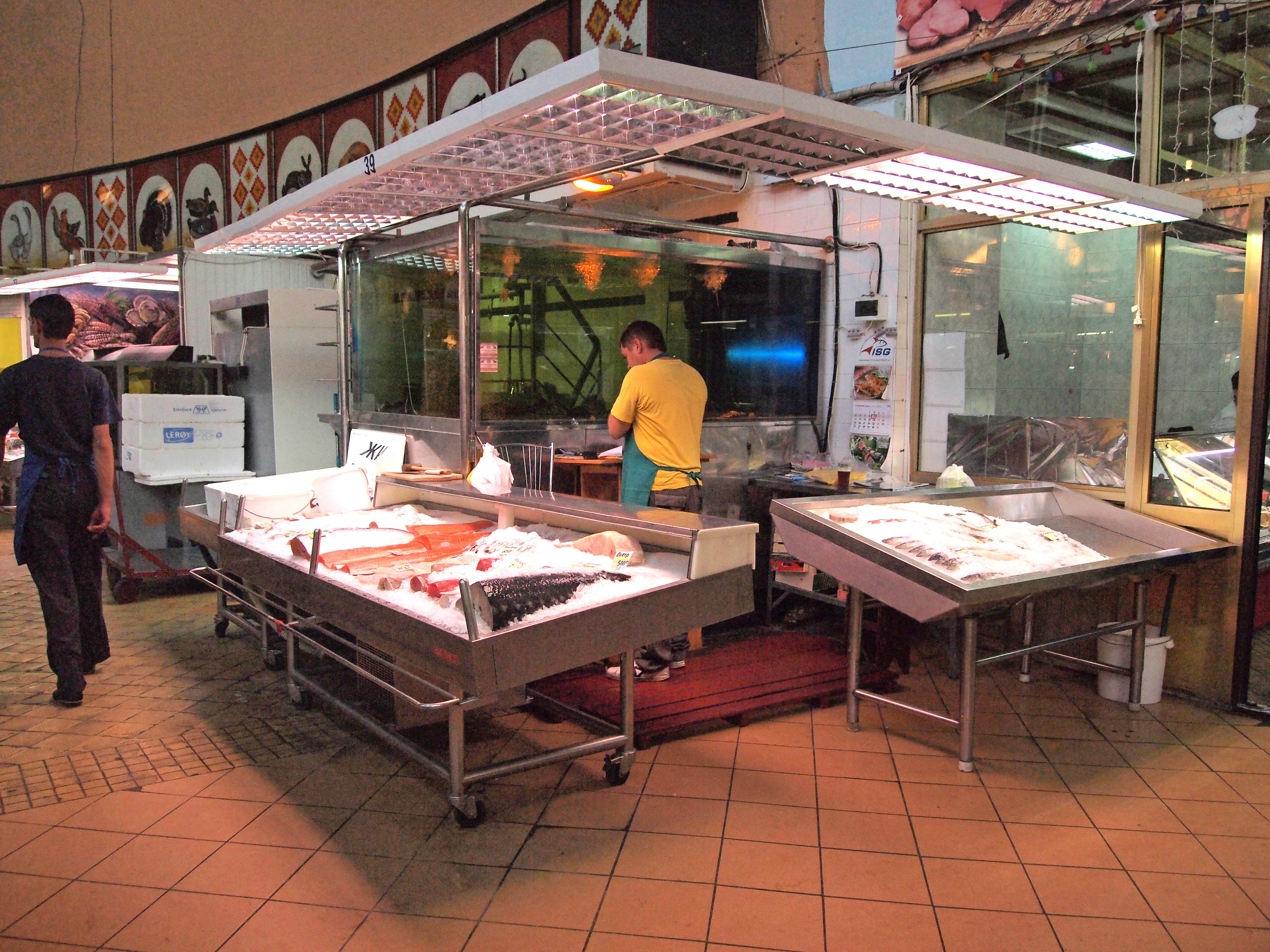
Бессарабський базар

База́р (з перс. بازار — бозо́р ← пехл. wāzār ← давньоперс. vāčar ← протоіндоіран *wahā-čarana, що приблизно означає «ринок») — спеціально відведене місце у населених пунктах з легкими спорудами для демонстрації (показу) продуктів харчування та продуктів повсякденного попиту. Фактично, синонім ринку як місця торгівлі. Оскільки це слово східного походження (перс. بازار — бозор) то за традицією також використовується для ринків східних країн. Часом вживається в значенні гамірний, неорганізований ринок.